# Mulgi nyelv

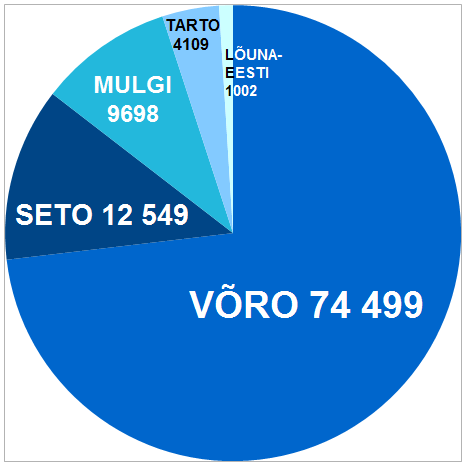
A dél-észt nyelvváltozatok beszélőinek száma és eloszlásuk.

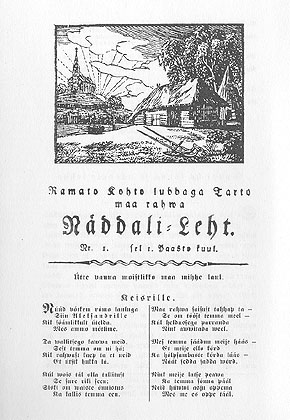
Tarto-maa rahwa Näddali Leht

A mulgi a déli észtek által beszélt nyelvek, nyelvjárások egyike. Az ilyeneket összefoglalóan dél-észt nyelv néven emlegetik, a mulgi mellett ide tartozik még a tartu, võro és a szetu nyelv.

## A mulgikról
A mulgik Észtország déli részén élnek, a Võrtsjärvtől délkeletre, Viljandi megye (Viljandi maakond) déli felében. Mulgiföld központjának számít Viljandi, bár kívül esik a hagyományos értelemben vett mulgi területen. A városban minden évben népzenei fesztivált rendeznek, és itt működik a Tartui Egyetem kihelyezett tagozata, a Viljandi Kultúrakadémia, mely népművészeti és zenei szakembereket képez.

### A mulgi nyelvjárás
A mulgi nyelvjárást a déli nyelvjárások közé sorolják, de nem tekintik önálló nyelvnek, mint a võrui vagy a szetu nyelvváltozatoknak. Ma már csak néhány ezren beszélik, de jelentős mennyiségű népköltészeti szöveget gyűjtöttek össze mulgi nyelvjárásban.

### Történelem
A két különböző történelmi észt nyelv - északi és déli észt - a modern észt ősök migrációján alapul Észtország területén legalább két különböző hullámban és mindkét csoport meglehetősen eltérő nemzeti nyelven beszél. Az erőteljes népmozgások miatt azonban ezen nyelvjárások beszélői ma az ország területein szétszóródva élhetnek
Az első dél-észt nyelvtant 1648-ban Johann Gutslaff írta és az Újtestamentom fordítását (Wastne Testament) 1686-ban publikálták. 1806-ban jelent meg az első észt újság megjelent dél-észt irodalmi nyelven (Tarto-ma rahwa Näddali leht).